# Блажек
Блажек (пол. Błażek) — село в Польщі, у гміні Батож Янівського повіту Люблінського воєводства.
Населення — 703 особи (2011).
У 1975-1998 роках село належало до Тарнобжезького воєводства.

## Демографія
Демографічна структура станом на 31 березня 2011 року:
|          | Загалом | Допрацездатний вік | Працездатний вік | Постпрацездатний вік |
| -------- | ------- | ------------------ | ---------------- | -------------------- |
| Чоловіки | 349     | 72                 | 231              | 46                   |
| Жінки    | 354     | 62                 | 191              | 101                  |
| Разом    | 703     | 134                | 422              | 147                  |